# ديشار شوكي
ديشار شوكي (الاسم العلمي:Pteris spinosa) هو نوع نباتي يتبع جنس الديشار من فصيلة الديشارية.